# Zaamslag

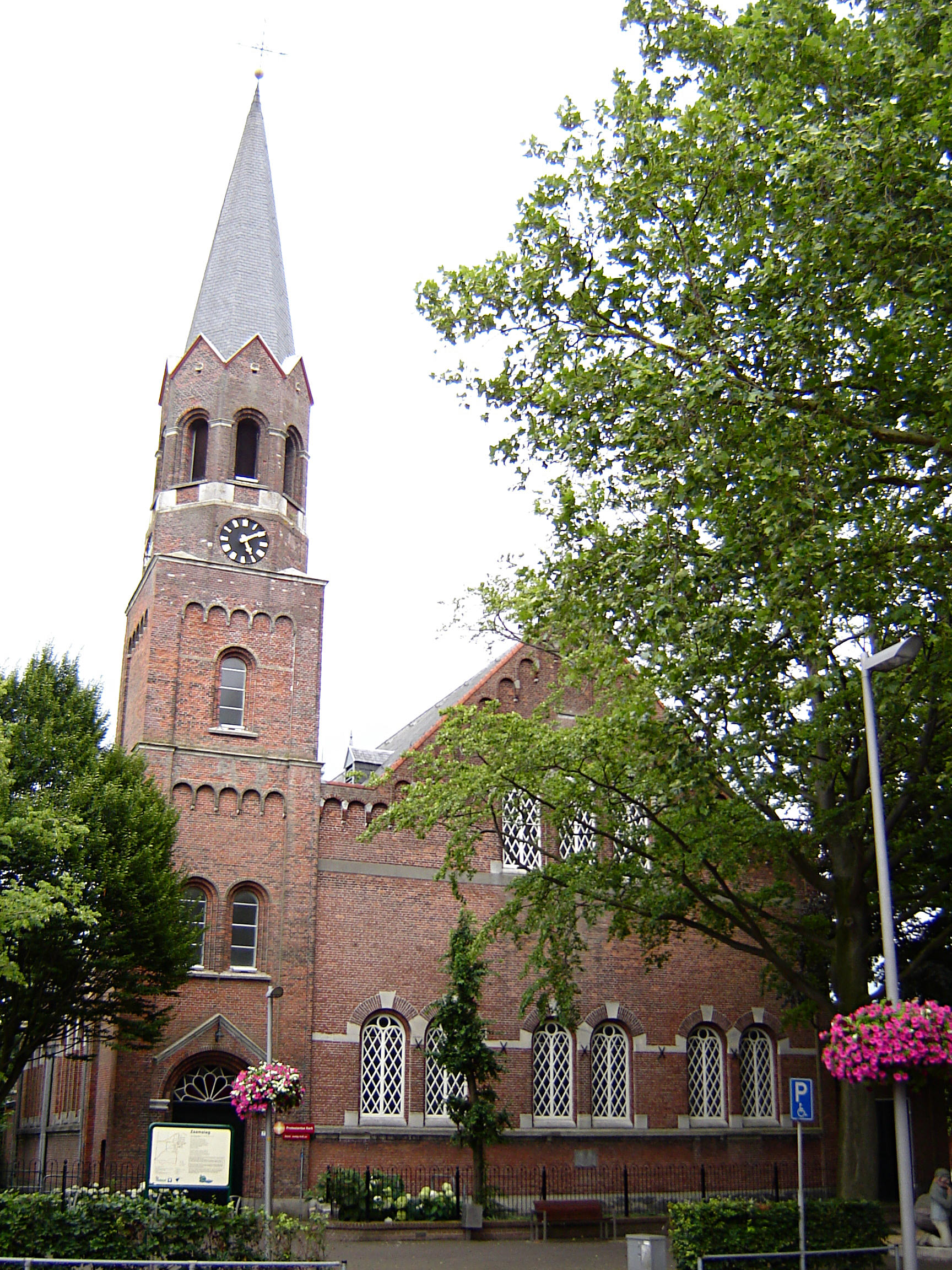
Scultura a Zaamslag: la chiesa protestante

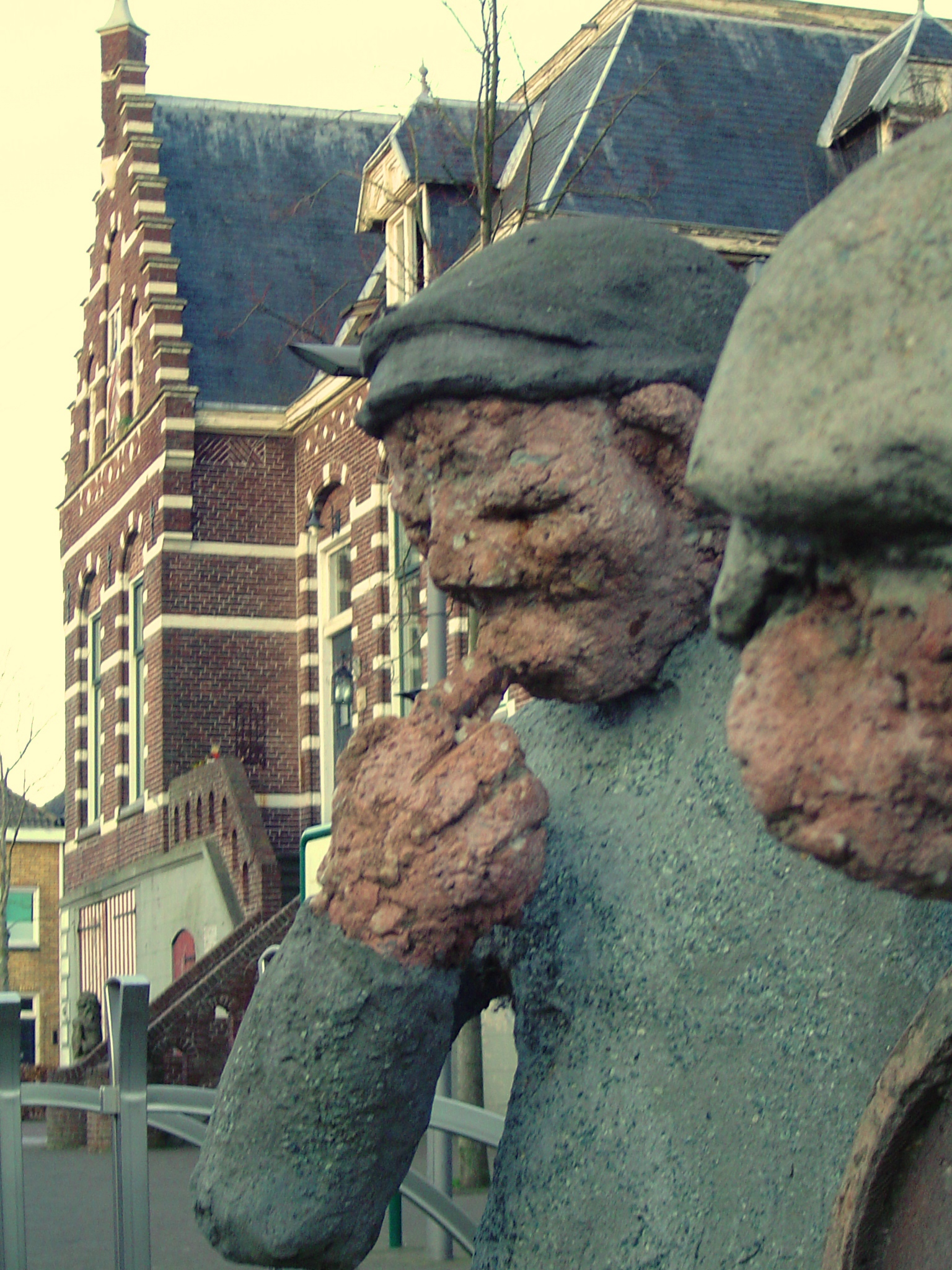
Scultura a Zaamslag

Zaamslag è una villaggio di circa 1.900 abitanti del nord-est dei Paesi Bassi, facente parte della provincia della Zelanda e situata nella regione delle Fiandre zelandesi.  Dal punto di vista amministrativo, si tratta di ex-comune, dal 1970 accorpato alla municipalità di Terneuzen.

## Geografia fisica
Zaamslag si trova nella parte nord-orientale della regione delle Fiandre zelandesi, tra le località di Terneuzen e Axel (rispettivamente a sud-est della prima e a nord-est della prima).

## Storia
La località è menzionata per la prima volta nel 1163.
Nel 1193 venne costruito un castello, il Torenberg.

### Simboli
Nello stemma di Zaamslag sono raffigurate tre spole di telaio di color nero su sfondo bianco. Le origini di questo stemma sono sconosciute.

## Monumenti e luoghi d'interesse
Zaamslag vanta 14 edifici classificati come rijksmonumenten e 9 edifici classificati come gemeentelijke monumenten.

### Architetture religiose

#### Chiesa protestante
Tra i principali edifici religiosi di Zaamslag figura la chiesa protestante, risalente al 1899.
|  |

### Architetture civili
Altro rijksmonument di Zaamslag è l'ex-municpio, risalente al 1904 ca.
|  |

## Società

### Evoluzione demografica
Al censimento del 2013, Zaamslag contava una popolazione pari a 1.925 abitanti, di cui 1005 erano donne e 925 erano uomini.

## Geografia antropica
Buurtschappen
- Griete
- Hoek van de Dijk
- Kampersche Hoek
- Kwakkel
- Poonhaven
- Reuzenhoek

°De Sluis (parte)
- Steenovens (parte)
- Stoppeldijkveer (gran parte)
- Val
- Zaamslagveer